# Norwegian International 2011
Die Norwegian International 2011 im Badminton fanden vom 17. November bis zum 20. November 2011 in Oslo, Norwegen, statt. Das Preisgeld betrug 15.000 US-Dollar. Das Turnier hatte damit ein BWF-Level von 4A.

## Finalresultate
| Disziplin    | Sieger                          | Finalist                           | Ergebnis            |
| ------------ | ------------------------------- | ---------------------------------- | ------------------- |
| Herreneinzel | Ville Lång                      | Emil Holst                         | 19:21, 21:11, 21:10 |
| Dameneinzel  | Linda Zechiri                   | Chloe Magee                        | 21:19, 21:14        |
| Herrendoppel | Rasmus Bonde Anders Kristiansen | Adam Cwalina Michał Łogosz         | 21:17, 21:18        |
| Damendoppel  | Eva Lee Paula Obanana           | Lotte Bruil Paulien van Dooremalen | 17:21, 21:6, 21:13  |
| Mixed        | Sam Magee Chloe Magee           | Rasmus Bonde Maria Helsbøl         | 21:17, 21:16        |